# The Black Dwarf
The Black Dwarf (dt. der schwarze Zwerg) war eine politische Zeitung, die zwischen Mai 1968 und 1972 von einem sozialistischen Kollektiv in Großbritannien herausgegeben wurde. 
Im Jahr 1970 spaltete sich der Herausgeberkreis. Leninistisch ausgerichtete Mitarbeiter, denen das Blatt nicht radikal genug war, darunter die Mitglieder der International Marxist Group, trennten sich von The Black Dwarf und gründeten die Zeitung Red Mole. 
Mitarbeiter der Zeitung waren u. a. Tariq Ali, Clive Goodwin, Robin Fior, David Mercer, Mo Teitlebaum, Douglas Gill, Adrian Mitchell, Sheila Rowbotham, Bob Rowthorn, Sean Thompson, Roger Tyrrell und Fred Halliday.
The Black Dwarf benannte sich nach einer gleichnamigen Satirezeitschrift, die von 1817 bis 1824 erschien.